# Chiggiogna
Chiggiogna è una frazione di 380 abitanti del comune svizzero di Faido, nel Canton Ticino (distretto di Leventina).

## Storia
Era sede di una vicinia della quale, fino al 1803, faceva parte anche Prugiasco.

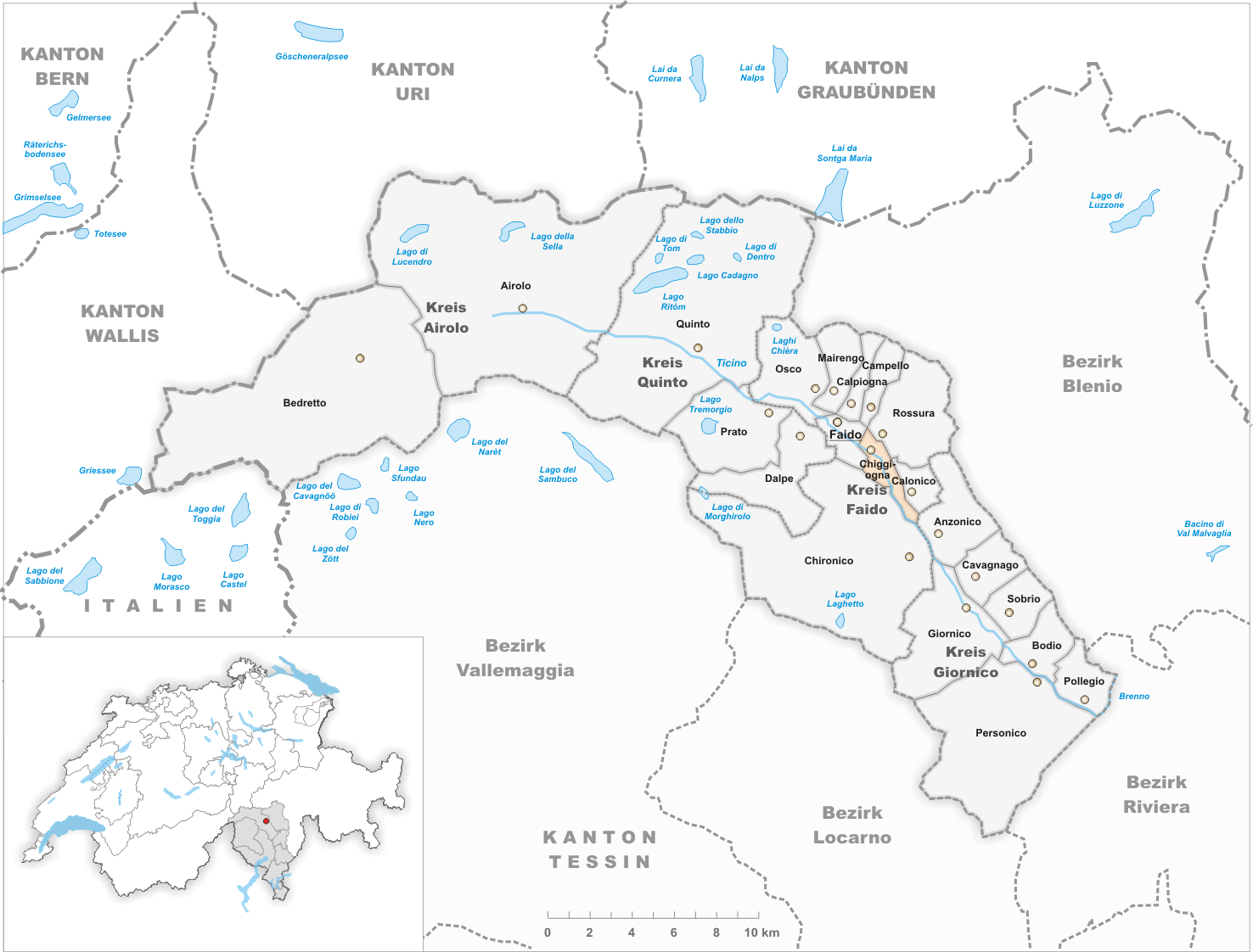
Il territorio del comune di Chiggiogna prima degli accorpamenti comunali del 2006

Già comune autonomo che si estendeva per 3,87 km² e dal quale nel 1837 era stata scorporata la località di Rossura, divenuta comune autonomo, nel 2006 è stato accorpato al comune di Faido assieme agli altri comuni soppressi di Calonico e Rossura.

## Monumenti e luoghi d'interesse

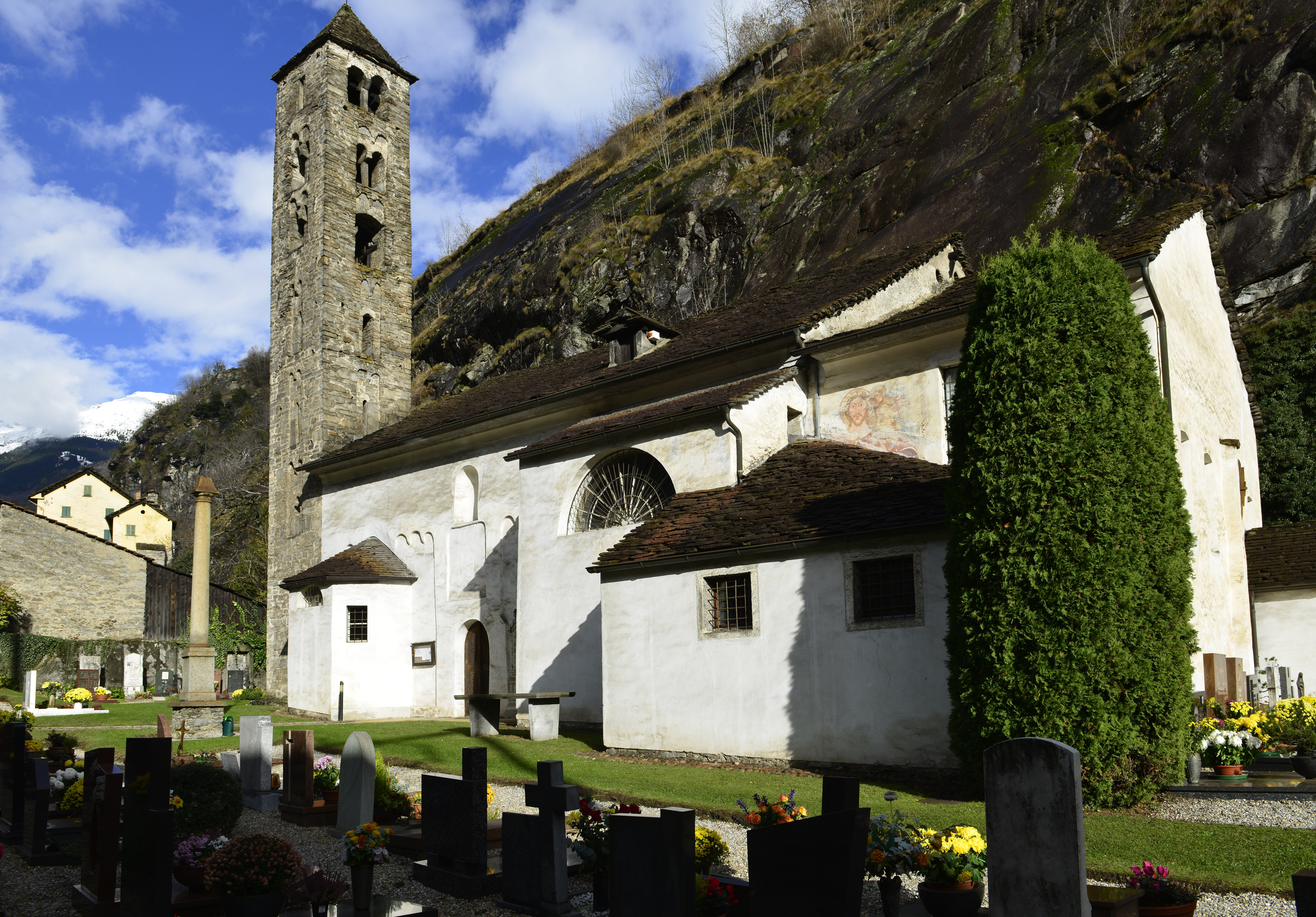
La chiesa parrocchiale di Santa Maria Assunta

- Chiesa parrocchiale di Santa Maria Assunta, romanica[1];
- Cappella del cimitero[senza fonte];
- Cappella degli Apostoli[senza fonte];
- Cappella di San Rocco[senza fonte];
- Oratorio di San Giuseppe in località Fusnengo[senza fonte];
- Ruderi della Casa dei pagani (XI-XIII secolo)[1].

## Società

### Evoluzione demografica
L'evoluzione demografica è riportata nella seguente tabella:
Abitanti censiti

## Amministrazione
Ogni famiglia originaria del luogo fa parte del cosiddetto comune patriziale e ha la responsabilità della manutenzione di ogni bene ricadente all'interno dei confini della frazione. Presidente dell'ufficio patriziale è Daniele Meiza.